# The Rocket Post
The Rocket Post is een romantische film uit 2004, geregisseerd door Stephen Whittaker en met Ulrich Thomsen en Shauna Macdonald in de hoofdrollen. De film is een geromantiseerde versie van het waar gebeurde verhaal van de Duitse raketwetenschapper Gerhard Zucker (in de film Zucher genoemd), die in de jaren 30 naar het Verenigd Koninkrijk emigreerde om experimenten met postraketten uit te voeren op het eiland Scarp in de Buiten-Hebriden. De prent werd echter niet op het inmiddels onbewoonde Scarp opgenomen, maar op Harris en Taransay, omdat de eigenaar van Scarp geen toestemming verleende. Er zijn enkele opnamen van Kasteel Amhuinnsuidhe, dat zich aan de zuidrand van Harris bevindt.
De plannen voor de film werden vanaf 2001 op touw gezet, maar kampten met een gebrek aan financiering; uiteindelijk kon de film dankzij de oprichting van een trust gerealiseerd worden. Regisseur Stephen Whittaker overleed echter in 2003, voordat de film kon worden uitgebracht. Aanvankelijk werd The Rocket Post door de Britse filmcritici lauw onthaald, maar bij de vertoning op het Stony Brook Film Festival te New York in augustus 2004 won de film de eerste prijs. Hij belandde eveneens onder de genomineerden op het Cork Film Festival en het Reel Film Festival van Edinburgh, beide in 2006.
De film is geen historisch accurate weergave van het verhaal van Zucker; in werkelijkheid nam hij namelijk dienst in de Luftwaffe en overleefde de Tweede Wereldoorlog. De amateuristische opbouw van de lanceerexperimenten van de echte Zucker suggereert ook dat hij niet zo’n bekwame wetenschapper was als de film voorhoudt. Anders dan in de film trok Zucker reeds in 1934 naar Groot-Brittannië. De dialogen zijn hoofdzakelijk in het Engels, met hier en daar enkele zinnetjes in het Schots-Gaelisch. Zucher en Dombrovski spreken aanvankelijk Duits tegen elkaar.

## Verhaal
De film begint in Zuid-Engeland anno 1938. Gerhard Zucher en zijn assistent Heinz Dombrowski bereiden de lancering van een raket voor en worden op een heuvel gadegeslagen door Charles Ilford, die Sir Wilson Ramsey heeft uitgenodigd om het experiment bij te wonen. Ramsey is de volksvertegenwoordiger voor het eiland Harris, en Ilford overhaalt hem om Zucher naar Scarp mee te nemen. Adolf Hitler heeft kennelijk een interesse in raketten ontwikkeld; Zuchers droom bestaat erin, in afgelegen gemeenschappen de post te bezorgen bij middel van raketten. Dat maakt hem tot een waardevolle wetenschapper voor het Verenigd Koninkrijk.
Op Scarp spreekt Ramsay de vergadering van de inwoners toe. Ze willen niets liever dan een telefoon op het eiland, maar de regering weigert telefoonlijnen te installeren op locaties met minder dan honderd inwoners. Wanneer Ramsey verklaart dat hij in plaats daarvan enkele wetenschappers naar Scarp brengt om raketten voor de postdienst te lanceren, verklaren ze hem voor gek. Angus MacKay verlaat de vergadering verontwaardigd, wanneer hij verneemt dat de wetenschappers Duitsers zijn.
Catherine (Catrìona) is Angus’ nicht en heeft een plaats aan de Universiteit van St Andrews gekregen om te studeren. De dokter van het eiland, Thomas, is met haar verloofd en is van plan naar Edinburgh te trekken om dicht bij haar te blijven. Catherine is een wees: haar vader is in de Eerste Wereldoorlog omgekomen en haar moeder kon niet met het verdriet omgaan. Haar oom Angus vocht eveneens in de oorlog en heeft een grote hekel aan Duitsers.
Gerhard en Heinz zijn aan Kasteel Amhuinnsuidhe aangekomen, waar Sir Ramsey woont. Gerhard is zeer onder de indruk van het woeste landschap, maar Heinz verklaart dat het niet hun thuis is. Ramsey heeft Catherine overhaald, de Duitsers in haar leegstaand ouderlijk huis te laten slapen. Heinz is zeer negatief over het eenvoudige onderkomen, en Catherine krijgt een woedeaanval.
’s Anderendaags doen de Duitsers aan gymnastiek op het strand en gaan een partijtje rennen over de rotsen; de herders denken dat ze krankzinnig zijn. Wanneer Gerhard Catherine op een rots ziet, houdt hij halt om naar haar te kijken, maar hij struikelt en loopt een lelijke wonde op zijn hoofd op. Half bewusteloos prevelt hij iets in het Engels (waardoor Catherine begrijpt dat hij Engels spreekt). Catherine naait zijn hoofd.
Wanneer de uitrusting van de wetenschappers aan land wordt gescheept, hebben ze geen transport naar hun woning. Enkele laconieke eilandbewoners, waaronder ‘oude Donald’, vertellen hun dat Angus hen zeker zijn paard zal laten gebruiken. Dat is een grap: wanneer Gerhard het paard gaat halen, gooit Angus hem ruw op de grond en weigert betaling. Catherine stelt Gerhard een vriendendienst voor Angus voor: ze mogen het paard gebruiken indien de Duitsers Angus’ huis schilderen. Gerhard en Heinz moeten hun trots inslikken en verven de woning van Angus van het dak tot de bodem. De Duitsers zijn van top tot teen met verf bedekt.
Catherine gaat Gerhard een bezoekje brengen, die net in bad zit. Ze zegt hem dat hij zich niet hoeft te schamen en schrobt de verf van zijn rug. Jimmy, een landloper uit Glasgow die tot groot ongenoegen van Sir Ramsey stroopt op het eiland, brengt hem een vis. De eilandbewoners geven Jimmy onderdak voor de nacht, telkenmale wanneer hij iemand eten brengt. Ook James en Paul, twee negenjarige jongetjes, brengen hem een bezoek: zij zijn gefascineerd door raketten en willen absoluut de ‘raketman’ ontmoeten. Deze jongens bespioneren hem constant, maar zonder kwade intenties.
De avond vóór de lancering schenkt Gerhard Catherine uit dankbaarheid een telescoop. Die avond staat Gerhard op de rotsen door een andere telescoop naar walvissen te kijken, en Catherine komt hem opzoeken. Ze voeren een gesprek over dieren, de sterren en ruimtevaart. Gerhard zegt dat het een geruststelling is, dat dezelfde zon die boven Scarp ondergaat, ook boven Duitsland ondergaat. Angus ziet op een afstand dat de twee enigszins intiem met elkaar worden. Later verwijt hij haar dat ze vergeten is dat haar vader door de Duitsers werd vermoord; Catherine loopt verontwaardigd weg.
Het is de dag van de lancering, en zeer tegen Gerhards zin verzamelen zich alle eilandbewoners en talloze notabelen op het strand, waaronder een Amerikaanse journalist, Miln. De raket wordt vol met brieven gestopt en vóór de lancering overhandigt Thomas nog een brief aan Gerhard die aan Catherine geadresseerd is, waarin wellicht een huwelijksaanzoek zit. De plaatselijke dominee wil de raket zegenen; Gerhard is hier aanvankelijk tegen, tot verbijstering van de eilandbewoners, maar uiteindelijk laat hij de raket zegenen en ook nog dopen met een dure fles whisky. Tijdens de lancering gaat het mis: de poten van de raket blijven in het lanceergestel steken, en de raket ontploft. Honderden verschroeide brieven dwarrelen door de lucht.
’s Avonds confronteert Gerhard zijn assistent Heinz, die er genoeg van heeft, hem overal door Europa te volgen. Heinz verwijt hem dat hij niet patriottisch genoeg is. Die nacht sluipt Heinz naar het strand en steekt de installatie in brand. Hij roeit weg in de duisternis.
De volgende dag gaat Gerhard de situatie evalueren: hij besluit alles te herbouwen. Jimmy de stroper blijkt op de Glasgowse scheepswerven te hebben gewerkt en biedt hem aan, te helpen om een betere raket te bouwen. Sir Ramsey komt op het eiland aan en ziet dat Jimmy een gestroopte vogel in zijn zak heeft. Hij wil hem van het eiland gooien, maar Gerhard verklaart dat Jimmy vanaf heden zijn persoonlijke assistent is. Hij eist de levering van een heleboel nieuwe materialen tegen de volgende middag.
Er volgt een scène waarin een walvis op het strand aanspoelt. Angus wil hem doden, overeenkomstig de gebruiken op het eiland, maar Gerhard wil hem weer in zee slepen. De twee vechten, maar Catherine komt tussenbeide en overreedt haar oom om het paard te gebruiken, teneinde de walvis weer in volle zee te brengen. In de loop van de namiddag gaat Angus bij Gerhard zitten en vraagt hem of hij van plan is, op het eiland te blijven. Het is duidelijk dat Catherine zich tot Gerhard aangetrokken voelt, en het lijkt wederzijds te zijn. Gerhard weifelt, en Catherine denkt dat hij wil vertrekken. Die avond bespiedt ze hem in zijn huis. Hij krijgt dit in de gaten en achtervolgt haar. Wanneer ze struikelt, vertelt hij haar dat hij ook van haar houdt en op Scarp wil blijven.
Bij de tweede lancering zijn alle leden van het publiek op Harris gebleven om het spektakel vanuit Kasteel Amhuinnsuidhe te observeren. Ditmaal lukt het: de raket vliegt feilloos vanaf Scarp over de zeestraat en landt in de tuin van het kasteel. Tot Gerhards verwondering is ook Angus zeer enthousiast.
Er wordt een cèilidh gehouden, waarop de geslaagde lancering wordt gevierd. De Amerikaan Miln komt Gerhard buiten op een bankje opzoeken en blijkt geen journalist te zijn, maar een vertegenwoordiger van de overheid, die hem wil overhalen om zijn kennis in dienst van de Verenigde Staten te stellen. Gerhard wil echter weten, wat er dan met zijn uitvinding gedaan zou worden, waarop Miln geen antwoord heeft. Dokter Thomas komt Catherine opzoeken: hij heeft reeds lang in de gaten dat zij meer voor Gerhard dan voor hem voelt. Hij verzekert haar dat hij het niet erg vindt en dat hij het ten volle zou begrijpen, mocht Catherine met Gerhard willen trouwen in plaats van met hem.
In de vroege ochtend roeien enkele Duitsers aan land: kapitein von Struge haalt Gerhard uit zijn bed. Hij heeft orders, Zucher onverwijld naar Berlijn terug te halen: de Führer is verontwaardigd omdat Zucher zijn diensten aan de Britten verleent. Wanneer Gerhard de Duitse officieren naar de roeibootjes vergezelt, duikt Angus op met een jachtgeweer. Hij houdt von Struge onder schot en verklaart dat hij in 1917 acht Duitsers gedood heeft. Dit is een ‘internationaal incident’, aldus Angus, waarop von Struge antwoordt dat zulks alleen het geval is indien er getuigen zijn. Plotseling verschijnt een hoop andere eilandbewoners, die allemaal met geweren gewapend zijn. Het blijkt dat Angus goed Duits spreekt. Hij laat de keuze aan Gerhard, te vertrekken of op Scarp te blijven. Gerhard wil op het eiland blijven, bij zijn geliefde Catherine.
Gerhard vertelt Catherine dat hij besloten heeft, op Scarp te blijven. De twee kussen elkaar op het strand en bedrijven later de liefde. Ze zijn tot op dat moment beiden nog maagd.
Een regeringsambtenaar belt Sir Wilson Ramsey in Kasteel Amhuinnsuidhe: premier Chamberlain beschouwt Zuchers experimenten als een potentieel complot en eist dat alle materiaalleveringen naar Scarp gestaakt worden. Daar Scarp echter geen telefoon heeft, kan Ramsey zich er met een smoes van afmaken; hij gaat Gerhard waarschuwen. Angus en Jimmy zijn druk in de weer om nieuwe onderdelen voor de raket te bouwen. Ze geven Gerhard een vette vis voor het avondmaal. Gerhard verzekert Angus dat zijn bedoelingen goed zijn. Angus en Gerhard zijn vrienden geworden.
Wanneer Gerhard weer in zijn huis aankomt. bevindt Heinz zich daar: hij wil Gerhard overhalen om terug naar Duitsland te komen. Gerhard weigert resoluut, maar zijn zuster en haar kinderen zijn kennelijk gearresteerd. De enige manier om hen vrij te krijgen, is Gerhard naar Duitsland te brengen. Heinz zegt dat hij hier geen plezier aan beleeft, maar louter zijn plicht vervult.
Gerhard en Heinz vertrekken in een roeibootje, en Catherine krijgt dit in de gaten. Ze rent over de heide naar de aanlegsteiger, maar kan hen niet meer inhalen. Huilend en schreeuwend smeekt ze Gerhard, haar niet te verlaten, en Gerhard smeekt de roeier, sneller te roeien. In de volgende scène zitten Gerhard en Heinz in een treincoupé.
Gerhard verschijnt voor een Duits tribunaal, voorgezeten door kapitein Kultz. Gerhard wordt aan hoogverraad schuldig bevonden, omdat hij de Britten met zijn technologische kennis heeft gediend. Hij krijgt een laatste kans om zijn huid te redden, door zich voortaan voor het Duitse Rijk in te zetten: dat zou betekenen dat hij voor de oorlogsindustrie moet werken. Hij werpt op dat hij de mensheid wil dienen, niet vernietigen. Hij wordt ter dood veroordeeld.
Tijdens de executie weigert hij een blinddoek te dragen. Wanneer hij terechtgesteld wordt, kijkt hij nog een laatste keer naar de maan. Op het eiland Scarp staat Catherine ontroostbaar aan de aanlegsteiger van waaraf Gerhard vertrokken is. De eilandbewoners schrijven allen een brief aan Gerhard, die ze met de raket laten lanceren door Jimmy, Gerhards opvolger. In de laatste scène neemt Catherine een trein: ze trekt naar de stad om te studeren. Nog net voor haar vertrek wordt haar een brief uit Duitsland overhandigd, met Gerhards laatste liefdesverklaring.
De aftiteling bevat een eerbetoon aan regisseur Stephen Whittaker en meldt dat in 1947 de eerste telefoon op Scarp geïnstalleerd werd.

## Rolverdeling
- Ulrich Thomsen: Gerhard Zucher
- Eddie Marsan: Heinz Dombrowski
- Shauna Macdonald: Catherine MacKay
- John Wood: Sir Wilson Ramsey
- Clive Russell: Angus MacKay
- Gary Lewis: Jimmy Roach
- Patrick Malahide: Charles Ilford
- Niall MacLennan: James Maclellan
- Alasdair MacLennan: Paul Maclellan
- Kevin McKidd: Thomas McKinnon
- Iain MacRae: eilandbewoner 1
- Lewis Iain MacNeill: eilandbewoner 2
- Ian McNeice: Alex Miln
- Ralph Riach: oude Donald
- Jimmy Yuill: James McLeod
- Brian Pettifer: dominee Shand
- Tim Barlow: Hector McDougal
- Roderic Culver: kapitein von Struge
- Malcolm Storry: kapitein Kultz
- Margaret het schaap: Margaret[3]